# Ееріккі Койву
Ееріккі Койву (фін. Eerikki Koivu; 29 грудня 1979, Коккола, Фінляндія) — норвезький хокеїст, захисник. 
Вихованець хокейної школи «Гермес» (Коккола). Виступав за «Анже», «Гермес» (Коккола), ЮІП (Ювяскюля), «Сторгамар» (Гамар), «Леренскуг». 
У складі національної збірної Норвегії учасник чемпіонату світу 2011 (7 матчів, 1+0). 
Досягнення
- Чемпіон Норвегії (2008).